# Théorème de factorisation

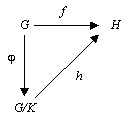
Diagramme commutatif représentant les morphismes du théorème de factorisation

En mathématiques,  le théorème de factorisation est un principe général qui permet de construire un morphisme d'une structure quotient {\displaystyle X/R} dans un autre espace
{\displaystyle Y} à partir d'un morphisme de {\displaystyle X} vers {\displaystyle Y}, de façon à factoriser ce dernier par la surjection canonique de passage au quotient.

## Le cas des ensembles
Soit {\displaystyle X} un ensemble muni d'une relation d'équivalence {\displaystyle R} et {\displaystyle s:X\to X/R} la surjection canonique.
Théorème —  Soit {\displaystyle f:X\to Y} une application telle que (pour toute paire d'éléments x, x' dans X)
Alors, il existe une unique application
De plus :
- {\displaystyle g} est injective si et seulement si, réciproquement, {\displaystyle f(x)=f(x')\Rightarrow xRx'}  (et donc si {\displaystyle f(x)=f(x')\Leftrightarrow xRx'}) ;
- {\displaystyle g} est surjective si et seulement si {\displaystyle f} est surjective ;
- {\displaystyle g} est bijective si {\displaystyle f} est surjective et si {\displaystyle xRx'\Longleftrightarrow f(x)=f(x')}.

(La réciproque est moins utile mais immédiate : pour toute application g : X/R → Y, la composée f = g∘s vérifie x R x' ⇒ f(x) = f(x').)
Ce théorème peut se spécialiser à un certain nombre de structures algébriques ou topologiques.

## Le cas des groupes
Sur un groupe {\displaystyle G}, on considère la relation d'équivalence définie par un sous-groupe normal {\displaystyle H} de {\displaystyle G} :  {\displaystyle xRx'} si {\displaystyle x\in x'H}. Alors, la surjection canonique {\displaystyle s:G\to G/H=G/R} est un morphisme de groupes et le théorème de factorisation s'énonce
Théorème —  
Soit {\displaystyle f:G\to K} un morphisme de groupes. Si {\displaystyle H} est contenu dans le noyau de {\displaystyle f},  alors il existe un unique morphisme de groupes {\displaystyle g:G/H\to K} tel que {\displaystyle f=g\circ s}. De plus :
- {\displaystyle g} est surjectif si {\displaystyle f} est surjectif ;
- {\displaystyle g} est injectif si on a {\displaystyle H=\ker f} ;
- {\displaystyle g} est un isomorphisme si {\displaystyle f} est surjectif et {\displaystyle H=\ker f}.

## Le cas des espaces vectoriels
On considère un espace vectoriel {\displaystyle E} et la relation d'équivalence définie par un sous-espace vectoriel {\displaystyle H} :  {\displaystyle xRx'} si {\displaystyle x-x'\in H}. Alors, la surjection canonique {\displaystyle s:E\to E/H=E/R} est linéaire.
Théorème —  
Soit {\displaystyle f:E\to F} une application linéaire. Si {\displaystyle H} est contenu dans le noyau de {\displaystyle f},  alors il existe une unique application linéaire {\displaystyle g:E/H\to F} telle que {\displaystyle f=g\circ s}. De plus :
- {\displaystyle g} est surjective si {\displaystyle f} est surjective ;
- {\displaystyle g} est injective si on a {\displaystyle H=\ker f} ;
- {\displaystyle g} est un isomorphisme si {\displaystyle f} est surjective et {\displaystyle H=\ker f}.

## Le cas des anneaux
On considère un anneau {\displaystyle A} et la relation d'équivalence définie par un idéal bilatère {\displaystyle I} de {\displaystyle A} : {\displaystyle xRx'} si {\displaystyle x-x'\in I}. Alors, la surjection canonique {\displaystyle s:A\to A/I=A/R} est un morphisme d'anneaux.
Théorème —  
Soit {\displaystyle f:A\to B} un morphisme d'anneaux. Si {\displaystyle I} est contenu dans le noyau de {\displaystyle f},  alors il existe un unique morphisme d'anneaux {\displaystyle g:A/I\to B} tel que {\displaystyle f=g\circ s}. De plus :
- {\displaystyle g} est surjectif si {\displaystyle f} est surjectif ;
- {\displaystyle g} est injectif si on a {\displaystyle I=\ker f} ;
- {\displaystyle g} est un isomorphisme si {\displaystyle f} est surjectif et {\displaystyle I=\ker f}.

## Le cas des espaces topologiques
Soit {\displaystyle X} un espace topologique muni d'une relation d'équivalence {\displaystyle R} et {\displaystyle s:X\to X/R} la surjection canonique. On munit {\displaystyle X/R} de la topologie quotient. 
Soit {\displaystyle f:X\to Y} une application continue.
Théorème — 
Si pour tout couple {\displaystyle xRx'} dans {\displaystyle X}, on a {\displaystyle f(x)=f(x')}, alors il existe une unique application continue {\displaystyle g:X/R\to Y} telle que {\displaystyle f=g\circ s}. De plus :
- {\displaystyle g} est surjective si {\displaystyle f} est surjective ;
- {\displaystyle g} est injective si on a {\displaystyle xRx'} équivalent à {\displaystyle f(x)=f(x')} ;
- {\displaystyle g} est ouverte (resp. fermée) si {\displaystyle f} est ouverte (resp. fermée) ;
- {\displaystyle g} est un homéomorphisme si {\displaystyle f} est surjective et ouverte ou fermée, et si {\displaystyle xRx'\Longleftrightarrow f(x)=f(x')}.